# 喪葬甲屬
丧葬甲属（學名：Necrophila）是葬甲科葬甲亞科之下的一個屬，包括有約20個物種。
除了Necrophila americana生活於北美洲之外，其餘物種只在亞洲及印度次大陸生活。

## 物種
丧葬甲属還包括下列三個亞屬：
- 丽葬甲亚属（Calosilpha Portevin, 1920）[3]
- 双脊葬甲亚属（Deutosilpha Portevin, 1920）[4]
- 真葬甲亚属（Eusilpha A.Semenov, 1891 ）[5]

但有其他文獻視之為獨立的一個屬。